# Ernesto Pascal
Ernesto Pascal   (Nàpols, 7 de febrer de 1865 - Nàpols, 25 de gener de 1940) va ser un matemàtic italià. Es va graduar en matemàtiques a la universitat de Nàpols el 1887. Els dos anys següents va ampliar estudis a les universitats de Pisa i Göttingen; en aquesta última va estudiar amb Felix Klein qui el va influenciar força. Des de 1890 fins 1907 va donar classes a la universitat de Pavia i el 1907 va retornar a la universitat de Nàpols on va ser professor fins a la seva mort. En aquesta universitat, com degà de la Facultat de Ciències, va reorganitzar l'ensenyament de les matemàtiques, creant per a cada càtedra un laboratori equipat amb models i instruments.
Pascal és recordat pels seus treballs en funcions el·líptiques, basats en la funció zeta de Jacobi.